# Beaumont-sur-Sarthe
Beaumont-sur-Sarthe é uma comuna francesa na região administrativa do País do Loire, no departamento de Sarthe. Estende-se por uma área de 6.64 km². Em 2010 a comuna tinha 1 992 habitantes (densidade: 300 hab./km²).